# Mecistogaster
Mecistogaster é um género de libelinha da família Pseudostigmatidae.
Este género contém as seguintes espécies:
- Mecistogaster amalia
- Mecistogaster asticta
- Mecistogaster pronoti